# Abe no Szeimei
Abe no Szeimei (安倍 晴明, ’921. február 21. – 1005. október 31.’) a Heian-korban az onmjódónak (a természetes tudományokat, elsősorban csillagászatot és az okkultizmust keverő kozmológia japán ága) egyik vezető specialistája volt, vagyis egy onmjódzsi. A történelemben betöltött fontos szerepén kívül, legendák övezik a japán néptörténetben és felbukkan több történetben és filmben is.
Szeimei onmjōdzsi-ként dolgozott a császároknak és a kormánynak a Heian-kor alatt, naptárakat készített és a problémák szellemileg helyes megoldásában adott tanácsokat. A császárok és a kormány jólétéért imádkozott, illetve egyéb témákban adott tanácsokat. Nagyobb betegségektől mentes hosszú életet élt, ami hozzá járult ahhoz a népszerű hithez, hogy természetfeletti ereje volt.
Az ő tiszteletére áll a Szeimei szentély Kiotóban.

## Élete és legendák
Szeimei élete a róla szóló írásoknak köszönhetően jól ismert. Halála után azonban azonnal legendák alakultak ki róla. A legtöbb eredetileg a Kondzsaku Monogatarisu című műben jelent meg, és az Edo-korra sok hősies tetteit bemutató történet volt ismert.
Születésének időpontját nem tudni biztosan. Legalább két forrás állítja a 894-et, de mások a 921-et írják.
Abe no Szeimei a költő Abe no Nakamaro leszármazottja, illetve Kamo no Tadajuki és Kamo no Jasunori, 10. századi jósok tanítványa volt. Ő volt Kamo no Jasunori örököse csillagászatban és jóslásban, míg Jasunori fia a naptárak megtervezésének feladatát kapta. Szeimei feladatai közé tartoztak a furcsa jelenségek elemzései, ördögűzések végzése, gonosz szellemek távoltartása, és a földjóslás különböző rituáléinak végrehajtása. Különösen ügyesnek tartották az embriók nemének megjóslásában és elvesztett tárgyak megtalálásában. A Kondzsaku Monogatarisu szerint, égi jelenségek megfigyelése alapján sikeresen megjósolta Kazan császár lemondását.
Szeimei hírneve annyira megnőtt, hogy a késő 10. századtól, az Abe család irányította az Onmyōryō-t, az onmjōdō kormány minisztériumát. Hasonlóképpen, a Kamo család a naptárkészítés örökös felelősévé vált.
A szimmetrikus ötágú csillag titokzatos szimbóluma Japánban Szeimanként vagy Abe no Szemei pecsétjeként ismernek.
A legenda szerint, Abe no Szeimei nem volt teljesen ember. Apja, Abe no Jaszuna, ember volt, de anyja, Kuzunoha, egy kicune (egy "róka szellem") volt.  Ötéves  kora előtt állítólag képes volt irányítani gyengébb Onikat (démonokat). Anyja rábízta őt Kamo no Tadayuki-ra, hogy rendes emberként éljen és ne váljon gonosszá.
Abe no Szeimei-nek legalább 2 fia volt akik szintén onmjodzsik voltak—Joshihira and Joshimasa.
Szeimei állítólag nevét a császártól kapta amikor 5. udvari rangot kapott a császár betegségének meggyógyításáért. Ezt a Kin'u Gjokuto Su-t használva tette, amit állítólag a kínai "Hokudo Dzsonin"-tól kapott.
A Heian kor, különösen amikor Szeimei élt, nem volt békés. Sok legenda szól harcairól riválisával, Asija Doman-nal, aki gyakran megpróbálta megszégyeníteni Szeimei-t, hogy átvehesse helyét. Egy bizonyos történetben Doman és a fiatal Szeimei jóslásban párbajozik, ahol a cél egy bizonyos doboz tartalmának kiderítése. Doman 15 mandarint helyeztetett a dobozba és "megjósolta", hogy 15 mandarin van benne. Szeimei átlátott a csaláson, a mandarinokat patkányokká változtatta és azt állította a dobozban 15 patkány van. Mikor a patkányokat meglátta, Doman döbbenten ismerte el vereségét.
Szeimei több másik történetben is szerepel. Mellékszereplőként bukkan fel a Heike Monogatari-ban és felelősnek tartják a Suten-dódzsi (egy erős oni amit állítólag Minamoto no Jorimicu pusztított el) helyének megjóslásában. Néha őt tartják felelősnek Tamamo-no-Mae igaz természetének felfedezésében, habár Tamamo no Mae története nem Szeimei idejében történik; más források szerint egy leszármazottja tette, Abe no Jasucsika.
Ezen kívül a Nurarihyon no Mago: Sennen Makyou c. animében és mangában is felbukkan a pokolból, mint főgonosz és Nue-ként és említik.
Érdekes, hogy az animében és mangában is egy reinkarnálódó rókadémon akarta megszülni  (meg is szülte).

### Sikigami
Abe no Szeimei gyakran egy vagy több sikigami (szellem szolgálók) társaságában ábrázolják. Úgy hitték, hogy a nagy szellemi erővel rendelkező személyek képesek voltak szellemeket megidézni, és azokat engedelmességre bírni. Szeimei-t gyakran 12 sikigamival ábrázolják, egy mindegyik csillagjegyhez.

## Öröksége
Szeimei halála után a császár egy szentélyt, a Szeimei szentélyt, állíttatott otthona helyén. Az eredeti szentély háborúban elpusztult a 15. században, de újra építették ugyanazon a helyen és még ma is áll.
Az 5541 Szeimei nevű aszteroida, amit 1976-ban fedeztek fel, az ő nevét viseli.

### Sendzsi Rjakkecu
Abe no Szeimei-nek tulajdonítják a Sendzsi Rjakkecu című onmjōdo kézikönyv megírását.

## Fordítás
Ez a szócikk részben vagy egészben  az   Abe no Seimei című angol Wikipédia-szócikk ezen változatának fordításán alapul.  Az eredeti cikk szerkesztőit annak laptörténete sorolja fel. Ez a jelzés csupán a megfogalmazás eredetét és a szerzői jogokat jelzi, nem szolgál a cikkben szereplő információk forrásmegjelöléseként.